# Войводино
Войво́дино (болг. Войводино) — село у Варненській області Болгарії. Входить до складу общини Вилчий Дол.

## Населення
За даними перепису населення 2011 року у селі проживали 253 особи.
Національний склад населення села:
| Національність   | Кількість осіб | Відсоток |
| ---------------- | -------------- | -------- |
| турки            | 107            | 55,7%    |
| болгари          | 83             | 43,2%    |
| Всього відповіли | 192            |          |

Розподіл населення за віком у 2011 році:
Динаміка населення: